# Francis Bacon (wetenschapper, 1904)
Francis Thomas Bacon (Ramsden Hall, 21 december 1904 – Little Shelford, 24 mei 1992) was een Engels ingenieur. Hij ontwikkelde de eerste bruikbare brandstofcel op basis van waterstof en zuurstof.

## Biografie
Bacon was een directe afstammeling van de Britse filosoof en wetenschapper Francis Bacon (1561-1626). Hij genoot zijn opleiding aan Eton College en Trinity College in Cambridge. Na Cambridge werd hij leerling bij de Newcastle technologiebedrijf dat eigendom was van Sir Charles Parsons en die hem sterk beïnvloedde.
Het principe van de brandstofcel was reeds in 1839 gedemonstreerd door Sir William Grove en andere onderzoekers hadden geëxperimenteerd met verscheidene vormen van brandstofcellen. Echter, anders dan eerdere wetenschappers, was Bacon een technicus die goed overweg kon met machines die bij hoge temperaturen en drukken werkten.
Aanvankelijk experimenteerde hij met actieve platinagaas en een zwavelzuurelektrolyt, maar al snel schakelde hij over naar het gebruik van nikkelelektrodes met een waterige kaliumhydroxide elektrolyt. In januari 1940 vertrok hij naar een laboratorium van King's College London en daar ontwikkelde hij een dubbeltraps brandstofcel, met een eenheid voor het genereren van de waterstof- en zuurstofgassen terwijl de andere eenheid de eigenlijke brandstofcel was. Het procedé kon ook omgedraaid worden zodat het zowel ingezet kon worden als elektrolysetoestel of als brandstofcel. Problemen die hij tegenkwam weren het gevolg van de hoge bedrijfstemperaturen en -drukken en de corrosieve aard van de chemicaliën.
In 1946, dankzij nieuwe financiële afspraken, verhuisde het werk naar de faculteit van Colloid Science aan de Universiteit van Cambridge. Hier toonde Bacons team een voorbeeld van een poreuze nikkelplaat waarvan het ontstaan zo obscuur was het werd beschermd door de veiligheidsdienst. Deze plaat werd gebruikt om elektrodes te ontwikkelen met grote poriën aan de gaszijde en kleine aan de elektrolysezijde, waardoor er een stabielere interface ontstond dan ooit daarvoor.
Met het toenemen van de financiële middelen verhuisde het apparaat opnieuw, ditmaal naar de toenmalige faculteit van chemische technologie. Daar slaagde het team de problemen te overwinnen tegen het corroderen van de oxide-elektrode door de nieuwe nikkelelektrodes te weken in een lithiumhydroxide-oplossing gevolgd door een proces van drogen en verhitten. In 1959, met ondersteuning van Marshall of Cambridge Ltd. (later Marshall Aerospace), werd een 5 kW veertig celbatterij met een bedrijfsrendement van 60 %, publiekelijk gedemonstreerd.
De patenten op de brandstofcel werden door Pratt & Whitney in licentie genomen als onderdeel van een succesvol bod om elektrische energie op te wekken voor het Amerikaanse Apolloprogramma. Brandstofcellen waren hiervoor ideaal omdat hun rendement stijgt met toenemende belasting (in tegenstelling tot verbrandingsmotoren), waterstof en zuurstof reeds aanwezig zijn aan boord voor voortstuwing en levensonderhoud en het bijproduct water kon gebruikt worden als drinkwater en het bevochtigen van de atmosfeer in de ruimtecapsule.
Later in zijn leven was Bacon consultant voor het energiebedrijf Energy Conversion Limited en Johnson Matthey. Hij was een Founder Fellow van het Fellowship of Engineering en het eerste erelid van de European Fuel Cell Group.